# 武保忠
武保忠（1953年—），男，河北魏县人，中华人民共和国政治人物，曾任国有重点大型企业监事会主席。